# Сверженский замок
Сверженский замок — оборонительное сооружение XV—XVI вв. около двора Сверженя и одноимённого местечка. Замок стоял на правом берегу Немана, напротив местечка, и занимал своеобразный труднодоступный остров, образован Неманом, притоком Немана — речкой Миронкой и прилегающим болотом. В наше время эта местность называется урочищем «Замок» или «Замок Чарторыйского».
Возведен замок был, по-видимому, в 1-й трети XV в., когда двор Свержень принадлежал Витовту и его жене. Тогда замок охранял северную правобережную часть поместья, где была древняя переправа через Неман. Для строения были использованы природные песчаные возвышенности. Замок занимал, по крайней мере, два холма в самой высокой части урочища, и имел дополнительную защиту в виде разрытого притока Немана. Подход к замку был оставлен только с северной стороны, где, по-видимому, существовал перекидной мост.
Самое раннее упоминание замка в документах относится к 1568 году, когда владельцы продали часть замка и двора, после чего замком совместно владели, одной частью — Остафий Волович, и второй частью — совместно Николай Служка и Андрей Урелевский. Тогда замок состоял из двух башен, одна из которых была и брамным укреплением, соединённых городнями. Прочных жилищных и хозяйственных построек не было, а сам замок был полуразрушенный.
В 1571 г. половину замка и местечка приобрел Николай Христофор Радзивилл Сиротка (с доплатой 4 тыс. коп. грошей литовских), а с 1578 г. он стал владельцем всего замка и местечка. Последнее документальное упоминание о замке относится к 1582 г., а в XVII вв.  он, по-видимому, уже не существовал.